# Jussara Freire
Jussara Rocha Freire (São Paulo, 8 de fevereiro de 1951) é uma atriz e apresentadora brasileira, célebre por seus trabalhos na televisão, cinema e teatro, ela é vencedora de vários prêmios, incluindo dois Prêmios APCA, um Prêmio Qualidade Brasil, e um Troféu Imprensa.
Iniciou sua carreira nos anos 70 ganhando destaque em novelas como Os Inocentes, Éramos Seis e O Direito de Nascer, consolidando-se como um dos grandes nomes da teledramaturgia brasileira, até se estabelecer como uma atriz de prestígio graças ao seu desempenho na novela Pantanal (1990), pelo qual alcançou o reconhecimento da crítica e do público e foi premiada como melhor atriz no Troféu Imprensa e no Prêmio APCA. Outros trabalhos notáveis incluem as novelas A Barba-Azul (1974), Amazônia (1991), Coração de Estudante (2002), Cabocla (2004), Belíssima (2005) e Apocalipse (2017).
Ganhou elogios da crítica e do público em especial por seus papéis dramáticos e também como antagonista, em especial pelas atuações como Carmem e Donana nas novelas Vidas Opostas (2006) e Pecado Mortal (2013), respectivamente. Por seu desempenho em Vidas Opostas foi premiada pela segunda vez com o Prêmio APCA de melhor atriz. Também foi novamente indicada nesta categoria do prêmio por sua atuação em Pecado Mortal.

## Carreira
Iniciou sua carreira em 1973 na RecordTV em Venha Ver o Sol na Estrada e, no mesmo ano, protagonizou a telenovela Meu Adorável Mendigo. Teve passagens pela Rede Tupi, Rede Bandeirantes, Rede Manchete, SBT e Rede Globo. Jussara interpretou a empregada Filó em Pantanal na Rede Manchete, papel que lhe conferiu o Troféu Imprensa e Troféu APCA de melhor atriz em 1991. A atriz voltou a receber o Troféu APCA de melhor atriz em 2007 pela personagem Carmem Laranjeira na novela Vidas Opostas na RecordTV. Em 1999, apresentou o programa Mulheres do Brasil na Rede Bandeirantes. Em 2017 a 2018 participou da novela Apocalipse, na qual interpreta Tamar Koheg, uma judia ortodoxa. Em 2019, volta a Rede Globo no horário nobre pra viver a vilã vingativa Nilda, a matriarca da família Matheus em A Dona do Pedaço de Walcyr Carrasco.

## Vida pessoal
Jussara foi casada com Ednaldo Freire, de quem herdou o sobrenome artístico, entre 1970 a 1973. Seu segundo casamento foi com o também ator Marcos Caruso, com quem teve dois filhos: Mari e o diretor Caetano Caruso; os dois permaneceram juntos de 1974 a 1994, divorciando-se de forma amigável e permanecendo amigos desde então.

## Filmografia

### Televisão
| Ano     | Título                          | Personagem                                     | Notas                                    | Emissora          |
| ------- | ------------------------------- | ---------------------------------------------- | ---------------------------------------- | ----------------- |
| 1973    | Venha Ver o Sol na Estrada      | Celina                                         |                                          | RecordTV          |
| 1973    | Vidas Marcadas                  | Marta                                          |                                          | RecordTV          |
| 1973    | Meu Adorável Mendigo            | Rita                                           |                                          | RecordTV          |
| 1974    | Os Inocentes                    | Gigi Mascarenhas                               |                                          | Rede Tupi         |
| 1974    | A Barba-Azul                    | Gláucia Brandão Penteado                       |                                          | Rede Tupi         |
| 1975    | O Sheik de Ipanema              | Michele                                        |                                          | Rede Tupi         |
| 1975–76 | Senhoras e Senhores             | Clara Leão (Clarinha)                          |                                          | Rede Tupi         |
| 1976    | Sossega Leão                    | Clara Leão (Clarinha)                          |                                          | Rede Tupi         |
| 1977    | Éramos Seis                     | Olga Amaral                                    |                                          | Rede Tupi         |
| 1978    | O Direito de Nascer             | Manon                                          |                                          | Rede Tupi         |
| 1981    | Os Imigrantes                   | Dora Castilhos                                 |                                          | Rede Bandeirantes |
| 1982    | Os Imigrantes: Terceira Geração | Dora Castilhos                                 |                                          | Rede Bandeirantes |
| 1983    | Braço de Ferro                  | Odete                                          |                                          | Rede Bandeirantes |
| 1984    | Jerônimo                        | Susana                                         |                                          | SBT               |
| 1990    | Pantanal                        | Filomena Aparecida Leôncio (Filó)              |                                          | Rede Manchete     |
| 1991    | Amazônia                        | Bárbara                                        |                                          | Rede Manchete     |
| 1991–92 | Note e Anote                    | Apresentadora                                  |                                          | RecordTV          |
| 1993    | Almanaque                       | Apresentadora                                  |                                          | Rede Manchete     |
| 1993    | Guerra sem Fim                  | Delegada Rosa Vieira (Rosa Choque)             |                                          | Rede Manchete     |
| 1994    | Éramos Seis                     | Clotilde Amaral                                |                                          | SBT               |
| 1995    | Sangue do Meu Sangue            | Salomé / Isaura                                |                                          | SBT               |
| 1997    | Os Ossos do Barão               | Bianca Ghirotto                                |                                          | SBT               |
| 1998    | Estrela de Fogo                 | Generosa de Souza                              |                                          | RecordTV          |
| 1999    | Mulheres do Brasil              | Apresentadora                                  |                                          | Rede Bandeirantes |
| 2000    | Marcas da Paixão                | Wilma Gomes                                    |                                          | RecordTV          |
| 2001    | Os Maias                        | Amélia                                         | Episódios: "9–11 de janeiro"             | Rede Globo        |
| 2002    | Coração de Estudante            | Lígia Gouveia                                  |                                          | Rede Globo        |
| 2003    | Esperança                       | Amália                                         | Episódios: "2–14 de fevereiro"           | Rede Globo        |
| 2003    | Romeu e Julieta                 | Senhora Capuleto                               | Especial de fim de ano                   | SBT               |
| 2004    | Meu Cunhado                     | Sara Ressacovich                               | Episódio: "Judia de Mim"                 | SBT               |
| 2004    | Cabocla                         | Balbina de Oliveira (Siá Bina)                 |                                          | Rede Globo        |
| 2005    | Belíssima                       | Flávia Tosca Rodrigues (Tosca)                 |                                          | Rede Globo        |
| 2006    | Vidas Opostas                   | Carmem Laranjeira                              |                                          | RecordTV          |
| 2008    | Chamas da Vida                  | Arlete Monteiro Azevedo de Castro              |                                          | RecordTV          |
| 2010    | Uma Rosa com Amor               | Pepa Fontenelle                                |                                          | SBT               |
| 2012    | Máscaras                        | Elvira Duval                                   |                                          | RecordTV          |
| 2013    | Pecado Mortal                   | Donana Vêneto                                  |                                          | RecordTV          |
| 2014    | Milagres de Jesus               | Jéssica                                        | Episódio: "Milagres à Beira Mar"         | RecordTV          |
| 2014    | Plano Alto                      | Dora Titino                                    |                                          | RecordTV          |
| 2016    | Escrava Mãe                     | Urraca de Góis Almeida, Baronesa de Barangalha |                                          | RecordTV          |
| 2017    | Apocalipse                      | Tamar Kohëg                                    |                                          | RecordTV          |
| 2019    | A Dona do Pedaço                | Nilda Matheus                                  | Episódios: "20 de maio–11 de julho"      | Rede Globo        |
| 2021    | Quanto Mais Vida, Melhor!       | Antônia da Silva (Tuninha)                     |                                          | Rede Globo        |
| 2022    | Independências                  | Fazendeira escravocrata                        | Episódio: "1"                            | TV Cultura        |
| 2024    | Pedaço de Mim                   | Norma Azevedo                                  |                                          | Netflix           |
| 2024    | Mania de Você                   | Irmã Sônia / Mércia Alves                      | Episódios: "28 de outubro–1 de novembro" | TV Globo          |
| 2025    | Mania de Você                   | Irmã Sônia / Mércia Alves                      | Episódios: "4–7 de fevereiro"            | TV Globo          |

### Cinema
| Ano  | Título              | Papel      |
| ---- | ------------------- | ---------- |
| 1974 | O Super Manso       | Miriam     |
| 1974 | Sedução             | Prostituta |
| 1975 | O Sexo Mora ao Lado | Mércia     |
| 1979 | Adultério por Amor  | Flora      |
| 1983 | O Médium            | Lúcia      |

## Teatro[13]
| Ano  | Título                           |
| ---- | -------------------------------- |
| 1970 | O Apolinário                     |
| 1970 | Santana                          |
| 1971 | A Gaivota                        |
| 1972 | As Três Irmãs                    |
| 1974 | Da Necessidade de Ser Polígamo   |
| 1974 | Peri e Ceci                      |
| 1976 | Uma Noite Encantada              |
| 1976 | Alegro Desbum                    |
| 1977 | A Cinderela do Petróleo          |
| 1980 | Camas Redondas, Casais Quadrados |
| 1983 | Amante S/A                       |
| 1984 | O Peru                           |
| 1987 | O Vison Voador                   |
| 1988 | Tudo no Escuro                   |
| 1997 | Inseparáveis                     |
| 1998 | Inseparáveis                     |
| 2003 | A Flor do Meu Bem Querer         |
| 2005 | Veneza                           |
| 2009 | As Pontes de Madison             |
| 2011 | Mambo Italiano                   |

## Prêmios e indicações
| Ano  | Associações                  | Categoria                             | Nomeações     | Resultado |
| ---- | ---------------------------- | ------------------------------------- | ------------- | --------- |
| 1991 | Troféu Imprensa              | Melhor Atriz                          | Pantanal      | Venceu    |
| 1991 | Prêmio APCA de Televisão     | Melhor Atriz                          | Pantanal      | Venceu    |
| 2004 | Prêmio Qualidade Brasil - SP | Melhor Atriz Coadjuvante em Televisão | Cabocla       | Venceu    |
| 2005 | Prêmio Terça Insana          | Melhor Atriz                          | Belíssima     | Venceu    |
| 2007 | Prêmio APCA de Televisão     | Melhor Atriz                          | Vidas Opostas | Venceu    |
| 2013 | Prêmio APCA de Televisão     | Melhor Atriz                          | Pecado Mortal | Indicada  |